# The Wyoming Bandit
The Wyoming Bandit è un film del 1949 diretto da Philip Ford.
È un western statunitense con Allan Lane.

## Produzione
Il film, diretto da Philip Ford su una sceneggiatura di M. Coates Webster, fu prodotto da Gordon Kay, come produttore associato, per la Republic Pictures e girato nell'Iverson Ranch a Chatsworth, Los Angeles, California, da fine marzo a metà aprile del 1949. Gli effetti speciali furono realizzati dalla Consolidated Film Industries. La musica è firmata da Stanley Wilson.

## Distribuzione
Il film fu distribuito negli Stati Uniti dal 15 luglio 1949 al cinema dalla Republic Pictures. È stato distribuito anche in Brasile con il titolo Bandido de Wyoming.

## Promozione
Le tagline sono:
- "ROCKY" IS GUNNING FOR THE WEST'S MOST CUNNING OUTLAW!
- "Rocky" Springs A Killer Trap On The West's Most Cunning Outlaw!